# Хоминич, Сергей Викторович
Серге́й Ви́кторович Хо́минич (укр. Сергій Вікторович Хомініч; 20 ноября 1991, Сумы) — украинский военнослужащий, майор, участник российско-украинской войны. Герой Украины (2024).

## Биография
Родился 20 ноября 1991 года в городе Сумы. С детства занимался греблей на байдарках и каноэ, участвовал в международных соревнованиях и становился призёром чемпионатов Украины. Высшее образование получил в Институте физической культуры Сумского государственного педагогического университета имени А. С. Макаренко.
Срочную службу проходил в 2012–2013 годах в десантно-штурмовой роте морской пехоты в Крыму. В 2014 году подписал контракт на службу в Вооружённых силах Украины и был зачислен в 79-ю отдельную десантно-штурмовую бригаду. С сентября 2014 года принимал участие в АТО на востоке Украины, участвовал в боях вблизи населённых пунктов Гранитное, Талаковка, Волноваха, Чермалык, Докучаевск, Новотроицкое и Зайцево. Начинал службу командиром отделения, затем стал старшим сержантом взвода. В 2016 году прошёл трёхмесячные офицерские курсы в Одессе и получил звание младшего лейтенанта. После этого командовал взводом, а с конца 2017 года возглавил роту.
С начала полномасштабного вторжения России в Украину в 2022 году продолжает службу в Вооружённых силах Украины. Участвовал в форсировании Днепра в районе села Крынки, где удалось создать плацдарм на левом берегу реки и взять под полный контроль близлежащие острова.

## Награды
- Звание «Герой Украины» с удостоением ордена «Золотая Звезда» (24 февраля 2024) — за личное мужество и героизм, проявленные в защите государственного суверенитета и территориальной целостности Украины, верность военной присяге[2].
- Орден Богдана Хмельницкого II степени (12 июля 2022) — за личное мужество и высокий профессионализм, проявленные в защите государственного суверенитета и территориальной целостности Украины, верность военной присяге[3].
- Орден Богдана Хмельницкого III степени (28 марта 2022) — за личное мужество и высокий профессионализм, проявленные в защите государственного суверенитета и территориальной целостности Украины, верность военной присяге[4].
- Орден «За мужество» III степени (15 ноября 2017) — за личное мужество и самоотверженные действия, проявленные в защите государственного суверенитета и территориальной целостности Украины, верность военной присяге[5].